# Toda a Gente Me Diz Isso
Toda a Gente Me Diz Isso é um programa de entretenimento transmitido pela TVI e inicialmente apresentado por Nuno Eiró entre 2013 e 2014. Em 2022 o programa regressou sem apresentador.

## Programa
Toda a gente me diz isso é um docu-reality que leva famosos portugueses a desempenharem tarefas do mais comum dos mortais: na caixa do supermercado a passar artigos, no forno da pizzaria, na bomba de gasolina a colocar combustível, no café a servir uma bica e um croissant, eles aprendem uma nova profissão.
Quando as celebridades são reconhecidas, negam a sua identidade real dizendo: «Muitas pessoas dizem-me isso...», até que, no final, as câmaras são reveladas e vimos a reação dos apanhados. 
O programa é adaptado do americano I Get That a Lot transmitido pela CBS.

## Participantes
| Data                    | Participantes          | Nome da Personagem | Profissão                                 |
| ----------------------- | ---------------------- | ------------------ | ----------------------------------------- |
| 27 de julho de 2013     | José Carlos Pereira    | Genilson           | Estagiário numa Loja de Lengerie          |
| 27 de julho de 2013     | Fanny Rodrigues        | Tina               | Empregada numa Loja de ferragens          |
| 27 de julho de 2013     | Marisa Cruz            | Lourdes Laires     | Empregada numa Lavandaria                 |
| 3 de agosto de 2013     | Alexandra Lencastre    | Carlinha           | Empregada em Loja de animais              |
| 3 de agosto de 2013     | Manuel Luís Goucha     | António Santos     | Empregado em Loja de tecidos              |
| 3 de agosto de 2013     | Cátia Palhinha         | Sandra             | Empregada em Bomba de gasolina            |
| 10 de agosto de 2013    | Cristina Ferreira      | Isaura             | Empregada numa Mercearia                  |
| 10 de agosto de 2013    | Pedro Guedes           | Frederico          | Funcionário numa Loja                     |
| 10 de agosto de 2013    | Patrícia Tavares       | Joana              | Talhante                                  |
| 17 de agosto de 2013    | Fátima Lopes           | Dulce              | Empregada numa Pastelaria                 |
| 17 de agosto de 2013    | Flávio Furtado         | Carlos             | Empregado numa Loja de artigos de festas  |
| 17 de agosto de 2013    | Heitor Lourenço        | Hélder             | Funcionário numa Retrosaria               |
| 24 de agosto de 2013    | Manuel Melo            | Mário              | Empregado numa Loja de pesca              |
| 24 de agosto de 2013    | Zé-Zé Camarinha        | João               | Funcionário numa Loja de roupa            |
| 24 de agosto de 2013    | Fernanda Serrano       | Sandra Mariza      | Empregada numa Lavandaria                 |
| 14 de setembro de 2013  | Jorge Kapinha          | Zé                 | Empregado numa Loja de Chaves             |
| 14 de setembro de 2013  | Sofia Ribeiro          | Rosinha            | Empregada em Bomba de Gasolina            |
| 14 de setembro de 2013  | Iva Domingues          | Marlene            | Funcionária de uma Pastelaria             |
| 21 de setembro de 2013  | Toy                    | Rafael             | Empregado numa Sapataria                  |
| 21 de setembro de 2013  | Cinha Jardim           | Sofia              | Empregada numa Loja de Animais            |
| 21 de setembro de 2013  | Lourenço Ortigão       | Gonçalo            | Estagiário numa Papelaria                 |
| 16 de novembro de 2013  | José Calado            | Ricardo            | Funcionário numa Loja de Ferragens        |
| 16 de novembro de 2013  | Sílvia Rizzo           | Marisa             | Empregada numa Loja de Lingerie           |
| 16 de novembro de 2013  | Luís Jardim            | Vítor              | Funcionário numa Loja de Chaves           |
| 23 de novembro de 2013  | Marta Cardoso          | Cidália            | Funcionária numa Loja                     |
| 23 de novembro de 2013  | Maria João Abreu       | Alzira             | Funcionária numa Pastelaria               |
| 23 de novembro de 2013  | Paulo Pires            | Marcão             | Funcionário numa Peixaria                 |
| 23 de novembro de 2013  | Rita Salema            | Nené               | Funcionária numa Peixaria                 |
| 23 de novembro de 2013  | Tino de Rans           | Aparício           | Funcionário numa Loja de Pesca            |
| 7 de junho de 2014      | Nuno Eiró              | Chico              | Funcionário numa Loja                     |
| ?                       | Francisco Macau        | Aníbal             | Funcionário numa Retrosaria               |
| ?                       | Diogo Amaral           | Nelson             | Funcionário numa Papelaria                |
| ?                       | Raquel Tavares         | Rosana             | Funcionária numa Loja de Roupa            |
| 10 de dezembro de 2022  | Rita Pereira           |                    | Funcionária numa Frutaria                 |
| 10 de dezembro de 2022  | Manuel Luís Goucha     |                    | Funcionário num Talho                     |
| 10 de dezembro de 2022  | Ana Guiomar            |                    | Funcionária numa Peixaria                 |
| 10 de dezembro de 2022  | Eduardo Madeira        |                    | Funcionário numa Pastelaria               |
| 10 de dezembro de 2022  | Jorge Guerreiro        |                    | Funcionário num Café                      |
| 17 de dezembro de 2022  | Pedro Teixeira         |                    | Funcionário numa Peixaria                 |
| 17 de dezembro de 2022  | Paulo Pires            |                    | Funcionário numa Frutaria                 |
| 17 de dezembro de 2022  | Maria Cerqueira Gomes  |                    | Funcionária numa Oficina                  |
| 17 de dezembro de 2022  | Sara Pinto             |                    | Funcionária num Café                      |
| 17 de dezembro de 2022  | Fanny Rodrigues        |                    | Funcionária numa Frutaria                 |
| 1 de janeiro de 2023    | Cláudio Ramos          |                    | Funcionário num Talho                     |
| 1 de janeiro de 2023    | Rosinha                |                    | Funcionário numa Peixaria                 |
| 1 de janeiro de 2023    | Bruna Gomes            |                    | Funcionária num Talho                     |
| 1 de janeiro de 2023    | Joaquim Sousa Martins  |                    | Funcionário numa Oficina                  |
| 22 de janeiro de 2023   | Mónica Jardim          |                    | Funcionária numa Mercearia                |
| 22 de janeiro de 2023   | Marisa Cruz            |                    | Funcionária numa Drogaria                 |
| 22 de janeiro de 2023   | Manuel Marques         |                    | Funcionário numa Drogaria                 |
| 22 de janeiro de 2023   | Toy                    |                    | Funcionário numa Drogaria                 |
| 22 de janeiro de 2023   | Miguel Vicente         |                    | Funcionário numa Mercearia                |
| 29 de janeiro de 2023   | Fernanda Serrano       |                    | Funcionária num Café                      |
| 29 de janeiro de 2023   | Patrícia Tavares       |                    | Funcionária numa Mercearia                |
| 29 de janeiro de 2023   | João Montez            |                    | Funcionário num Café                      |
| 29 de janeiro de 2023   | Miguel Azevedo         |                    | Funcionário numa Papelaria                |
| 29 de janeiro de 2023   | Bárbara Parada         |                    | Funcionária numa Mercearia                |
| 5 de fevereiro de 2023  | Maria Botelho Moniz    |                    | Funcionária numa Loja de Animais          |
| 5 de fevereiro de 2023  | Mafalda de Castro      |                    | Funcionária num Café                      |
| 5 de fevereiro de 2023  | Miguel Cristovinho     |                    | Funcionário numa Papelaria                |
| 5 de fevereiro de 2023  | Helena Isabel Patrício |                    | Funcionária numa Mercearia                |
| 5 de fevereiro de 2023  | Marta Gil              |                    | Funcionária numa Papelaria                |
| 12 de fevereiro de 2023 | Nuno Eiró              |                    | Funcionária num Talho                     |
| 12 de fevereiro de 2023 | Marco Costa            |                    | Funcionário num Talho                     |
| 12 de fevereiro de 2023 | Marta Andrino          |                    | Funcionária num Café                      |
| 12 de fevereiro de 2023 | Ana Brito e Cunha      |                    | Funcionária num Talho                     |
| 12 de fevereiro de 2023 | Paulo Futre            |                    | Funcionário num Café                      |
| 25 de fevereiro de 2023 | Bruno de Carvalho      |                    | Funcionário num Café                      |
| 25 de fevereiro de 2023 | Manuel Melo            |                    | Funcionário numa Drogaria                 |
| 25 de fevereiro de 2023 | Merche Romero          |                    | Funcionária num Café                      |
| 25 de fevereiro de 2023 | Inês Castel-Branco     |                    | Funcionária numa Loja de Eletrodomésticos |
| 25 de fevereiro de 2023 | Vítor Emanuel          |                    | Funcionário numa Loja                     |
| 13 de setembro de 2024  | Dani                   |                    | Funcionário numa Loja                     |
| 13 de setembro de 2024  | Sandra Felgueiras      |                    | Funcionária numa Loja                     |
| 13 de setembro de 2024  | Matilde Reymão         |                    | Funcionária numa Mercearia                |
| 13 de setembro de 2024  | Isabel Figueira        |                    | Funcionária numa Mercearia                |
| 13 de setembro de 2024  | Flávio Furtado         |                    | Funcionário numa Loja de eletrodomésticos |
| 14 de setembro de 2024  | Ruben Rua              |                    | Funcionário numa Loja                     |
| 14 de setembro de 2024  | Rodrigo Paganelli      |                    | Funcionário num Café                      |
| 14 de setembro de 2024  | Liliana Santos         |                    | Funcionária numa Mercearia                |
| 14 de setembro de 2024  | Sara Sousa Pinto       |                    | Funcionária numa Loja                     |

## Audiências
| Episódio | Dia e horário                              | Espetadores | Share  | Referência |
| -------- | ------------------------------------------ | ----------- | ------ | ---------- |
| 1        | Sábado, 27 de julho de 2013 21:57-22:35    | 1 161 000   | 29,4 % | [ 4 ]      |
| 2        | Sábado, 3 de agosto de 2013 21:57-22:35    | 1 190 400   | 31,5%  | [ 5 ]      |
| 3        | Sábado, 10 de agosto de 2013 22:07-22:42   | 1 048 000   | 28,8%  | [ 6 ]      |
| 4        | Sábado, 17 de agosto de 2013 22:07-22:42   | 864 000     | 24,7%  | [ 7 ]      |
| 5        | Sábado, 24 de agosto de 2013 22:07-22:40   | 864 000     | 24.1%  |            |
| 6        | Sábado, 14 de setembro de 2013 21:45-22:20 | 997 500     | 25,1%  |            |
| 7        | Sábado, 21 de setembro de 2013 21:26-22:00 | 796 800     | 20,7%  |            |
| 8        | Sábado, 16 de novembro de 2013 22:33-23:05 | 1 036 800   | 25,9%  | [ 8 ]      |
| 9        | Sábado, 23 de novembro de 2013 23:00-23:36 | 681 600     | 17,4%  | [ 9 ]      |
| 10       | Sábado, 4 de junho de 2014 16:00-16:38     | 513 000     | 19,7%  |            |